# 喬氏蟲鰈
喬氏蟲鰈（學名：Eopsetta jordani）為輻鰭魚綱鰈形目鰈亞目鰈科的其中一種，為溫帶海水魚，分布於東太平洋區，從阿拉斯加至墨西哥下加利福尼亞北部海域，棲息深度0-550公尺，體長可達53公分，棲息在沙底質底層水域，以魚類及無脊椎動物為食，生活習性不明，可做為食用魚及遊釣魚。